# 1102 Pepita
Pepita (asteroide 1102) é um asteroide da cintura principal com um diâmetro de 39,27 quilómetros, a 2,7086866 UA. Possui uma excentricidade de 0,1173315 e um período orbital de 1 963,54 dias (5,38 anos).
Pepita tem uma velocidade orbital média de 17,00247582 km/s e uma inclinação de 15,81039º.
Este asteroide foi descoberto em 5 de novembro de 1928 por José Comas y Solá.